# زمین‌لرزه ۱۹۱۵ ژاپن
زمین‌لرزه ژاپن  در تاریخ ۱۷ مارس ۱۹۱۵ میلادی، برابر با ‎۲۵ اسفند ۱۲۹۳، ساعت ۱۸:۴۵:۰۰ به زمان یوتی‌سی در ژاپن رخ داد. ژرفای این زلزله ۳۵ کیلومتر بود. بزرگی آن ۷٫۲ در مقیاس mB اعلام شده‌است. زمین‌لرزه به وقت محلی در روز پنج‌شنبه، ساعت ۴ روی داده و منطقه زمانی آن یوتی‌سی +۱۰ بوده‌است .
شمار کشتگان زلزله حدود ۲ نفر بوده‌است.تعداد زخمیان ۰ نفر برآورده شده‌است.